# Роберт Франклін Овермайер
Роберт Франклін Овермайер (або Овермаєр) англ. Robert Franklyn Overmyer; 14 липня 1936, Лорейн — 22 березня 1996) — астронавт НАСА. Здійснив два космічні польоти: як пілот на шатлі «Колумбія» — STS-5 (1982) і як командир екіпажу на шатлі «Челленджер» — STS-51-B (1985).

## Військова кар'єра
Поступив на службу в Корпус морської піхоти (КМП) у січні 1958 року. Пройшов льотну підготовку на авіабазі ВМС в Кінгсвілл, штат Техас, і в листопаді 1959 року отримав призначення в 214-ту штурмову ескадрилью авіації КМП. Після закінчення в 1964 році Аспірантури ВМС США протягом року служив у 17-й ескадрильї технічного обслуговування авіації Корпусу морської піхоти (КМП) США, яка базувалася в Івакуні, в Японії. У 1966 році закінчив аерокосмічну школу пілотів-дослідників ВПС США на авіабазі Едвардс у Каліфорнії. Військове звання: капітан КМП (1966 рік), полковник КМП (1986, у відставці з травня 1986 року). Загальний наліт становить 7500 годин, з яких близько 6000 — на реактивних літаках.

## Космічна підготовка
У 17 червня 1966 року був одним з п'яти пілотів, відібраних за програмою «пілотованої орбітальної лабораторії (ПОЛ)» ВПС (другий набір за програмою ПОЛ). Залишався в загоні до закриття програми в червні 1969 року. Після розформування загону ПОЛ, в серпні 1969 року був зарахований до загону астронавтів НАСА у складі 7-го набору. Пройшов курс загальнокосмічної підготовки. До листопада 1971 року Овермайер брав участь в інженерно-технічній розробці орбітальної станції Скайлаб. З листопада 1971 по грудень 1972 входив в екіпаж підтримки космічного корабля «Аполлон-16». Під час польоту кораблів «Аполлон-16» і «Аполлон-17» виконував функції оператора зв'язку з екіпажем в Центрі управління в Х'юстоні. З січня 1973 по липень 1975 Роберт Овермайер входив в екіпаж підтримки корабля «Аполлон» для польоту за програмою Союз — Аполлон. Під час польоту працював оператором зв'язку від НАСА в Центрі управління польотом в СРСР. Після початку робіт за програмою Спейс шаттл пройшов підготовку як пілот шаттла. У 1976 році був підключений до проведення випробувальних польотів (ALT) шаттла Ентерпрайз (OV-101) в атмосфері як основний пілот літака супроводу T-38 під час першого і третього вільного польоту і член екіпажу підтримки. У 1979 році був призначений заступником керівника проекту розробки шаттла Колумбія (OV-102) по всіх роботах пов'язаних з підготовкою шаттла до першого польоту.

## Після польотів
Пішов з НАСА і з загону астронавтів у травні 1986 року. У травні 1986 року заснував консалтингову компанію «Mach Twenty Five International, Inc». У березні 1988 року очолив групу фахівців з проектування космічної станції в корпорації «McDonnell Douglas Aerospace», де працював до квітня 1995 року.